# Wapen van Ambt Hardenberg

Het wapen van Ambt Hardenberg

Het wapen van Ambt Hardenberg werd op 3 juli 1899 per Koninklijk Besluit door de Hoge Raad van Adel aan de Overijsselse gemeente Ambt Hardenberg toegekend. Vanaf 1 mei 1941 is het wapen niet langer als gemeentewapen in gebruik omdat de gemeente Ambt Hardenberg samen met de gemeente Stad Hardenberg opging in de gemeente Hardenberg.

## Blazoenering
De blazoenering van het wapen luidt als volgt:
In azuur een dwarsbalk van goud vergezeld in het schildhoofd van 3 naast elkaar geplaatste boombladeren met de stelen omhoog, van goud, en in de schildpunt van een lopende pelikaan van zilver; het schild omgeven door een blokkenzoom van goud en azuur en gedekt met een vijfbladerige kroon van goud.

## Verklaring

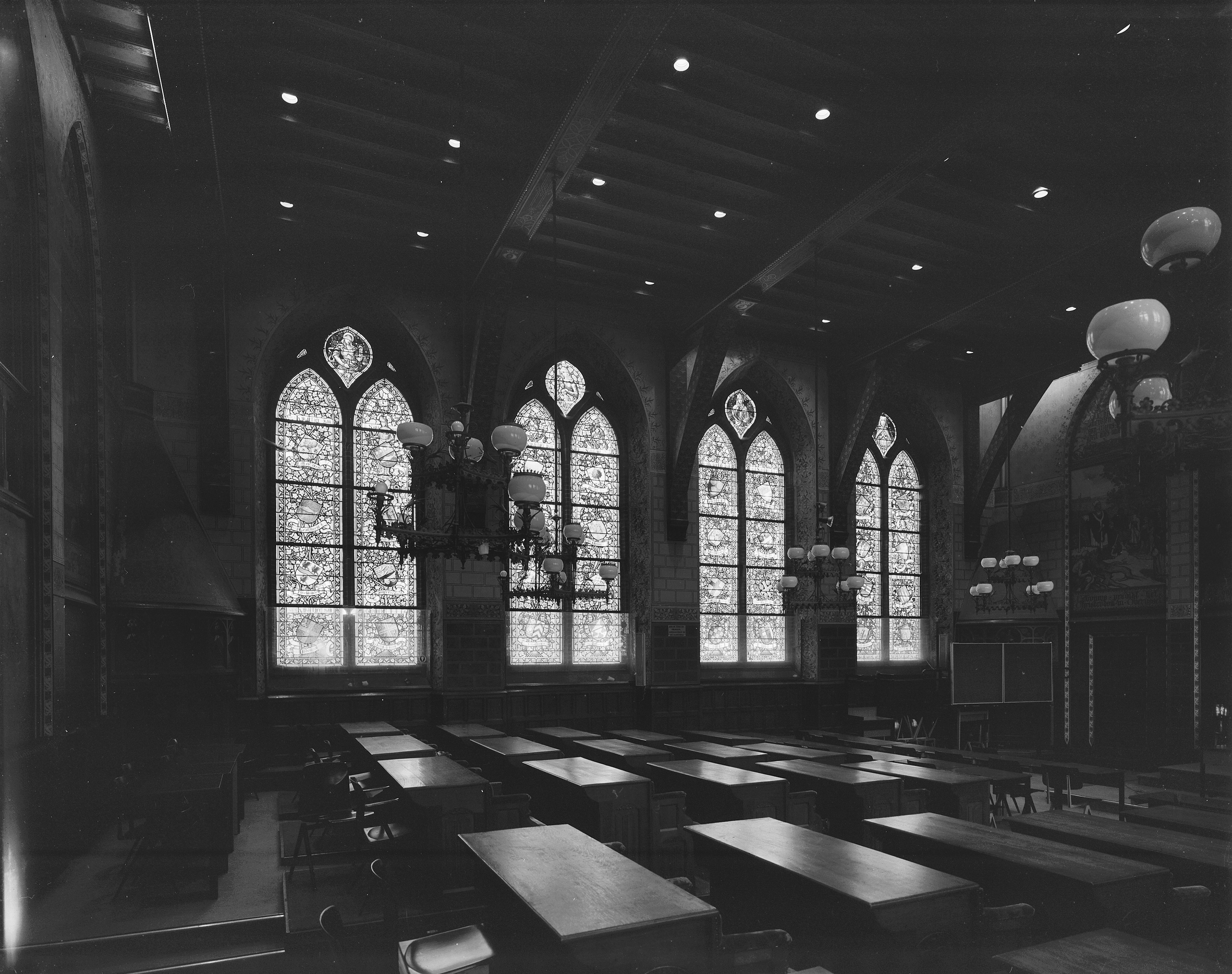
De glas in loodramen in het voormalige provinciehuis in Zwolle

De bouw van een nieuwe vergaderzaal voor de Staten van Overijssel eind 19e eeuw, waarin wapens van gemeenten opgenomen zouden worden in de ramen, leidde tot een formele aanvraag. De betekenis van het wapen is onbekend bij de site Nederlandse Gemeentewapens.
De pelikaan staat normaal symbool voor opofferende moederliefde in het algemeen en voor Christus' offerdood en opstanding in het bijzonder. Daarnaast wordt een pelikaan meestal anders afgebeeld: met uitgespreide vleugels op een nest met jongen, zoals in het wapen van Wilsum. Verder is er geen Overijssels familiewapen bekend met een pelikaan. In de periode van 1579-1672 is een "Overijsselse Gedenkpenning" uitgereikt aan nieuwe leden van de Staten. Aan de keerzijde van de munt zijn wapens van drie IJsselsteden en van 17 kleine steden geplaatst, waaronder die van Hardenberg. Deze penning is afgebeeld in een artikel in de Overijsselse Almanak voor Oudheid en Letteren van 1841. In deze afbeelding zouden de klaverbladen in boombladeren zijn veranderd en de zwaanachtige vogel in een pelikaan. Het zou dus kunnen zijn dat, net als bij het wapen van Kuinre, er sprake is van een "vogelverwisseling".

## Verwante wapens

Wapen van Hardenberg
Wapen van Stad Hardenberg
Wapen van Wilsum
Wapen van Kuinre

Ambt Almelo
· Ambt Delden
· Ambt Hardenberg
· Ambt Ommen
· Ambt Vollenhove
· Avereest
· Bathmen
· Blankenham
· Blokzijl
· Brederwiede
· Den Ham
· Denekamp
· Diepenheim
· Diepenveen
· Genemuiden
· Giethoorn
· Goor
· Grafhorst
· Gramsbergen
· Hasselt
· Heino
· Holten
· IJsselham
· IJsselmuiden
· Kamperveen
· Kuinre
· Lonneker
· Markelo
· Nieuwleusen
· Noordoostpolder
· Oldemarkt
· Olst
· Ootmarsum
· Rijssen
· Stad Almelo
· Stad Delden
· Stad Hardenberg
· Stad Ommen
· Stad Vollenhove
· Steenwijk
· Steenwijkerwold
· Urk
· Vollenhove
· Vriezenveen
· Wanneperveen
· Weerselo
· Wijhe
· Wilsum
· Zalk en Veecaten
· Zwartsluis
· Zwollerkerspel